# Championnat de Corée du Sud de football 1995
Navigation
Saison précédente Saison suivante
La saison 1995 du Championnat de Corée du Sud de football était la 13e édition de la première division sud-coréenne à poule unique, la K-League. Huit clubs prennent part au championnat qui est organisé en plusieurs phases. La première est disputée à la façon des championnats sud-américains, avec deux tournois distincts, disputés en matchs aller et retour, qui offre une place pour la finale nationale à chacun de ses vainqueurs. La finale est quant à elle disputée en matchs aller et retour. Il n'y a pas de relégation en fin de saison, au vu du faible nombre d'équipes engagées dans la compétition.
C'est le Ilhwa Chunma, tenant du titre, qui remporte à nouveau la compétition cette saison en battant en finale le club de Pohang Atoms. C'est le 3e titre de l'histoire du club.

## Les 8 clubs participants
| - Yukong Kokkiri - Daewoo Royals - Hyundai Horang-i - Pohang Atoms | - Lucky-Goldstar Hwangso - Ilhwa Chunma - Chonbuk Dinos - Nouveau club en K-League - Chunnam Dragons - Nouveau club en K-League |

## Compétition
Le barème de points servant à établir le classement se décompose ainsi :
- Victoire : 2 points
- Match nul : 1 points
- Défaite : 0 point

### Première phase
| Rang | Équipe           | Pts | J  | G  | N | P  | Bp | Bc | Diff |
| ---- | ---------------- | --- | -- | -- | - | -- | -- | -- | ---- |
| 1    | Ilhwa Chunma T   | 33  | 14 | 10 | 3 | 1  | 23 | 8  | +15  |
| 2    | Hyundai Horang-i | 26  | 14 | 7  | 5 | 2  | 21 | 10 | +11  |
| 3    | Pohang Atoms     | 26  | 14 | 7  | 5 | 2  | 18 | 12 | +6   |
| 4    | Daewoo Royals    | 18  | 14 | 5  | 3 | 6  | 16 | 19 | -3   |
| 5    | Yukong Kokkiri   | 16  | 14 | 4  | 4 | 6  | 14 | 16 | -2   |
| 6    | Chunnam Dragons  | 14  | 14 | 4  | 2 | 8  | 19 | 22 | -3   |
| 7    | Chonbuk Dinos    | 12  | 14 | 4  | 0 | 10 | 10 | 23 | -13  |
| 8    | LG Cheetahs      | 10  | 14 | 2  | 4 | 8  | 12 | 23 | -11  |

|  | Qualification pour la finale nationale |
|  | T Tenant du titre                      |

### Deuxième phase
| Rang | Équipe           | Pts | J  | G | N | P | Bp | Bc | Diff |
| ---- | ---------------- | --- | -- | - | - | - | -- | -- | ---- |
| 1    | Pohang Atoms     | 29  | 14 | 8 | 5 | 1 | 23 | 11 | +12  |
| 2    | Yukong Kokkiri   | 20  | 14 | 5 | 5 | 4 | 14 | 14 | 0    |
| 3    | Hyundai Horang-i | 19  | 14 | 4 | 7 | 3 | 14 | 11 | +3   |
| 4    | Chonbuk Dinos    | 19  | 14 | 5 | 4 | 5 | 17 | 19 | -2   |
| 5    | Chunnam Dragons  | 17  | 14 | 4 | 5 | 5 | 18 | 17 | +1   |
| 6    | LG Cheetahs      | 15  | 14 | 3 | 6 | 5 | 17 | 20 | -3   |
| 7    | Ilhwa Chunma T   | 15  | 14 | 3 | 6 | 5 | 13 | 17 | -4   |
| 8    | Daewoo Royals    | 14  | 14 | 4 | 2 | 8 | 14 | 21 | -7   |

|  | Qualification pour la finale nationale |
|  | T Tenant du titre                      |

### Finale nationale
| 5 novembre 1995 | Ilhwa Chunma | 1 - 1 | Pohang Atoms | Stade Dongdaemun, Séoul |  |
|                 |              |       |              |                         |  |

| 11 novembre 1995 | Pohang Atoms | 3 - 3 | Ilhwa Chunma | Steelyard Stadium, Pohang |  |
|                  |              |       |              |                           |  |

| 19 novembre 1995 Match d'appui | Ilhwa Chunma | 1 - 0 beo | Pohang Atoms | Anyang Stadium, Anyang |  |
|                                |              |           |              |                        |  |

Le club de Ilhwa Chunma se qualifie pour la Coupe d'Asie des clubs champions 1996-1997.

## Bilan de la saison
| Championnat de Corée du Sud de football 1995 |                         |
| Champion                                     | Ilhwa Chunma (3e titre) |
| Coupes et trophées                           |                         |
| Vainqueur de la Coupe de Corée du Sud 1995   | Non disputée            |
| Qualifications continentales                 |                         |
| Coupe d'Asie des clubs champions 1996-1997   | Ilhwa Chunma            |
| Coupe des Coupes 1996-1997                   | Ulsan Hyundai Horang-i  |
| Promotions et relégations                    |                         |
| Promus en K-League                           | Aucun                   |
| Relégués en K2-League                        | Aucun                   |